# Fuji KM-2
Fuji KM-2 je japonský cvičný letoun vyvinutý společností Fuji Heavy Industries na základě amerického Beechcraft T-34 Mentor. Sloužil pro základní pilotní výcvik a jako spojovací. Jeho uživateli byly japonské pozemní, námořní a vzdušné síly sebeobrany. Postaveno bylo 64 letounů KM-2. Dalším vývojem letounu vznikly modernizované typy Fuji T-3 (50 ks) a Fuji T-5 (58 ks). Vývoj letounu vyvrcholil na konci 90. let zvětšeným letounem Fuji T-7 s turbovrtulovým pohonem.

## Vývoj

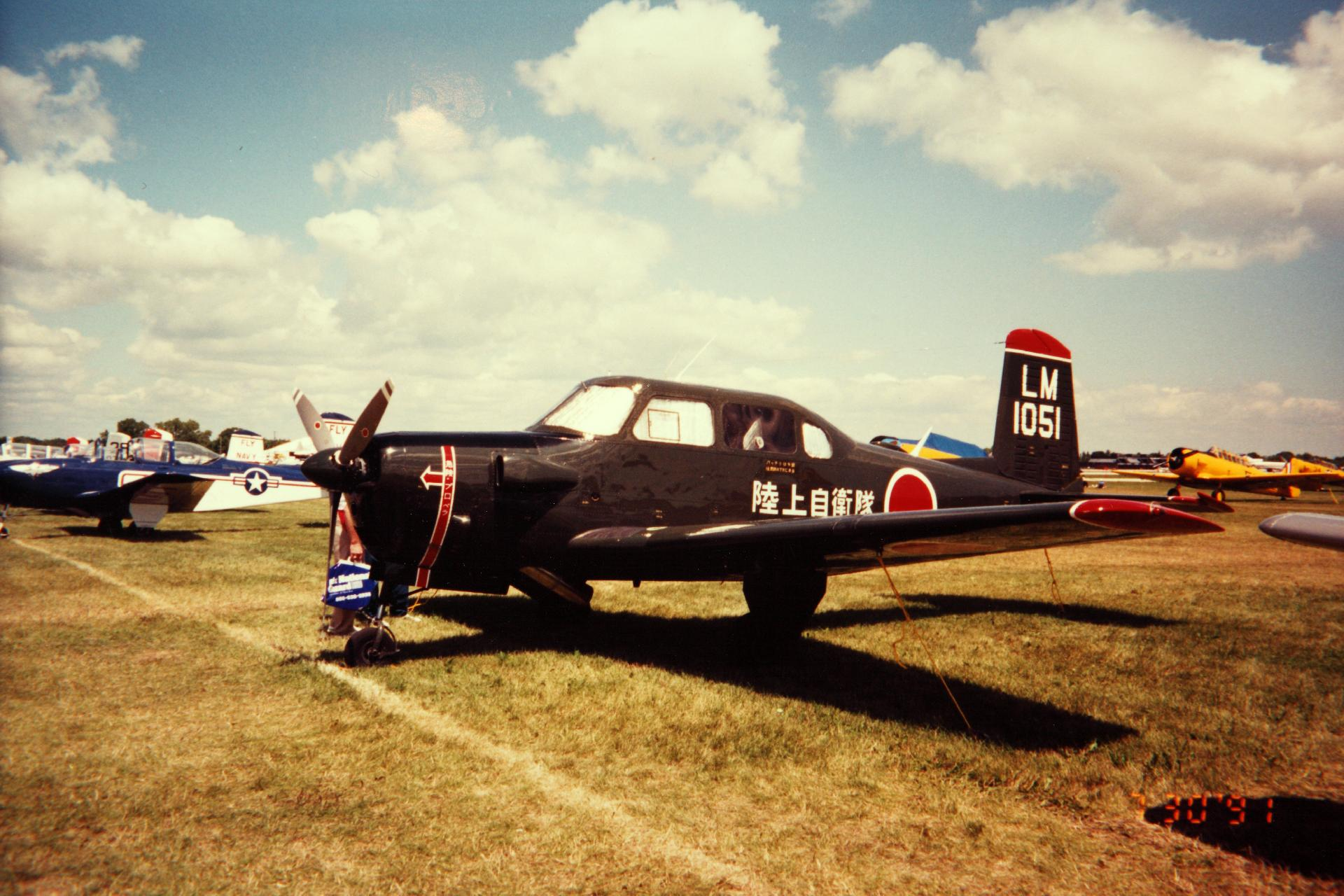
Fuji LM-1

Společnost Fuji Heavy Industries v 50. letech získala licenci na stavbu amerických cvičných letounů Beech T-34 Mentor. Licenční T-34 stavěla od roku 1952. Na jeho základě v následujících letech vznikla rodina čtyřmístných cvičných a spojovacích letounů série Fuji LM-1/Fuji LM-2 (civilní) a Fuji KM (vojenské). První z nich poprvé vzlétl roku 1955. Tyto letouny byly objednány japonskou armádou a námořnictvem. Prototyp dvoumístné cvičné verze se sedadly vedle sebe KM-2 získal certifikaci roku 1961. Postaveno bylo 64 letounů KM-2.
Dalším vývojem letounu KM-2 vznikla námořní verze KM-2B s pístovým motorem Lycoming IGSO-480-A1A6 a dvoumístnou kabinou v tandemovém uspořádání. Prototyp KM-2B (JA3725) poprvé vzlétl 26. září 1974. Japonské námořnictvo letouny provozovalo jako KM-2B a letectvo jako T-3. Roku 1988 byl jako náhrada KM-2 zaveden zdokonalený model Fuji T-5 s turbovrtulovým motorem Allison 250B-17D. Posádka seděla v dvoumístné kabině vedle sebe. Verze T-5 bylo postaveno celkem 58 kusů.

## Verze

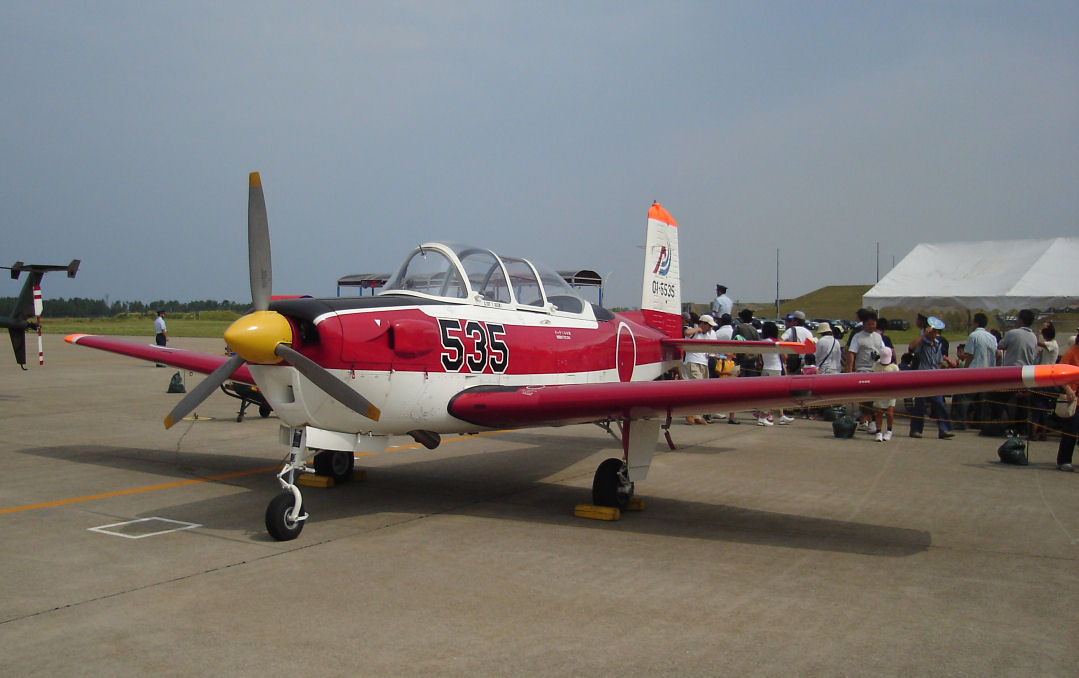
Fuji T-3

- Fuji KM-2 – Čtyřmístný cvičný a spojovací letoun. Certifikován 1961. Vyrobeno 64 kusů.[4]
- Fuji KM-2B – Dvoumístný cvičný letoun námořnictva. Zálet 1974.
- Fuji T-3 – Armádní verze KM-2B. Vyrobeno 50 kusů.[5]
- Fuji T-5 – Vylepšená verze T-3 s motorem Allison 250B-17D. Vyrobeno 58 kusů.

## Uživatelé

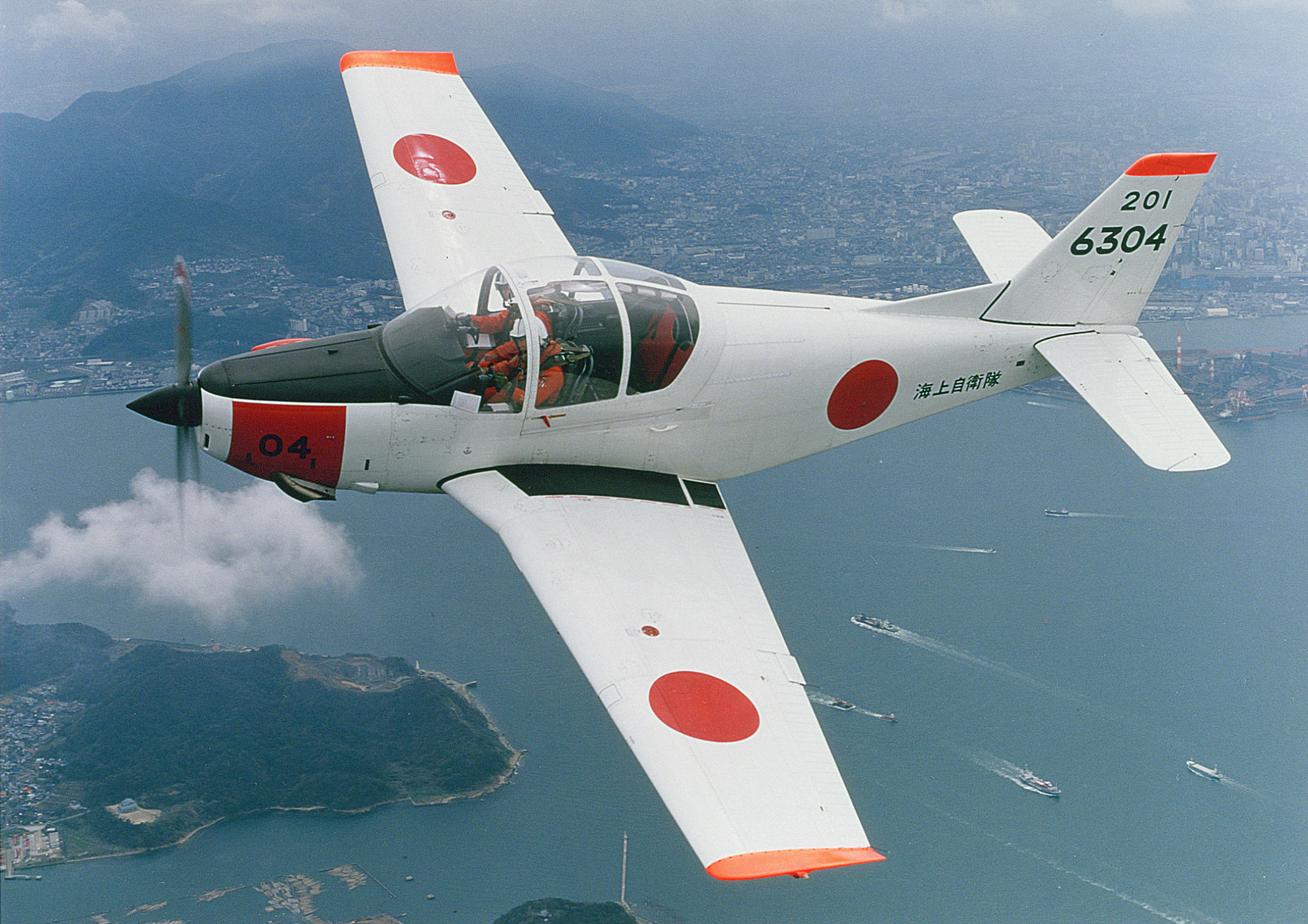
Fuji T-5

- Japonsko
  - Japonské pozemní síly sebeobrany
  - Japonské vzdušné síly sebeobrany
  - Japonské námořní síly sebeobrany

## Specifikace (Fuji KM-2)
Údaje dle

### Technické údaje
- Posádka: 2
- Rozpětí: 10 m
- Délka: 7,95 m
- Výška:
- Nosná plocha: 16,49 m²
- Hmotnost prázdného letounu: 1083 kg
- Maximální vzletová hmotnost: 1495 kg
- Pohonná jednotka: 1× plochý motor Lycoming IGSO-480-A1A6
- Výkon pohonné jednotky: 340 hp (254 kW)

### Výkony
- Cestovní rychlost: 295 km/h
- Maximální rychlost: 365 km/h
- Dostup: 8900 m
- Dolet: 1235 km

## Specifikace (Fuji T-3)
Údaje del

### Technické údaje
- Posádka: 2
- Rozpětí: 10 m
- Délka: 8,04 m
- Výška: 3,02 m
- Nosná plocha: 16,5 m²
- Hmotnost prázdného letounu: 1120 kg
- Maximální vzletová hmotnost: 1510 kg
- Pohonná jednotka: 1× pístový motor Lycoming IGSO-480-A1A6
- Výkon pohonné jednotky: 340 hp (254 kW)

### Výkony
- Cestovní rychlost: 328 km/h (ve výšce 2438 m)
- Maximální rychlost: 377 km/h (ve výšce 4877 m)
- Dostup: 8169 m
- Dolet: 1038 km